# Tibouchina alpestris
Tibouchina alpestris là một loài thực vật có hoa trong họ Mua. Loài này được Cogn. miêu tả khoa học đầu tiên năm 1913.